# Огійко Любов Савеліївна
Любов Савеліївна Огійко (1936 — ?) — українська радянська діячка, новатор виробництва, електромонтажниця Південного машинобудівного заводу Дніпропетровської області. Депутат Верховної Ради УРСР 7-го скликання.

## Біографія
З 1950-х років — електромонтажниця Південного машинобудівного заводу міста Дніпропетровська Дніпропетровської області.

## Нагороди
- ордени
- медалі